# El Ayote
El Ayote è un comune del Nicaragua facente parte della Regione Autonoma della costa caraibica meridionale.